# Naples (hrabstwo Ontario)
Naples – wieś w Stanach Zjednoczonych, w stanie Nowy Jork, w hrabstwie Ontario.